# Winter-Paralympics 1980/Skilanglauf
Bei den II. Winter-Paralympics wurden zwischen dem 2. und 8. Februar 1980 in Geilo 28 Wettbewerbe im Skilanglauf ausgetragen.

## Medaillenspiegel
| Platz | Land           | Goldmedaille | Silbermedaille | Bronzemedaille | Gesamt |
| ----- | -------------- | ------------ | -------------- | -------------- | ------ |
| 1     | Finnland       | 14           | 7              | 9              | 29     |
| 2     | Norwegen       | 9            | 7              | 4              | 20     |
| 3     | Schweden       | 5            | 3              | 5              | 13     |
| 4     | BR Deutschland | —            | 4              | 2              | 6      |
| 5     | Frankreich     | —            | 1              | —              | 1      |
| 5     | Österreich     | —            | 1              | —              | 1      |
| 7     | Kanada         | —            | —              | 1              | 1      |
| 7     | Schweiz        | —            | —              | 1              | 1      |

## Klassifizierungen
| Klasse | Einstufungen |
| ------ | --- |
| 1A     | Stehend, Eine Beinamputation oberhalb des Knies                                                                  |
| 2A     | Stehend, Eine Beinamputation unterhalb des Knies                                                                 |
| 2B     | Stehend, Ein amputierter Arm                                                                                     |
| 3A     | Stehend, beidseitige Beinamputation unterhalb des Knies, leichte Zerebralparese oder ähnliche Beeinträchtigungen |
| 3B     | Stehend, beidseitige Armamputation                                                                               |
| 5      | Sitzend |
| 5A     | Sehbehindert, unter 10 % Restsehvermögn                                                                          |
| 5B     | Sehbehindert, kein Restsehvermögen                                                                               |

## Frauen
| Disziplin        | Klasse | Gold                                                                    | Silber                                                   | Bronze                                                 |
| ---------------- | ------ | ----------------------------------------------------------------------- | -------------------------------------------------------- | ------------------------------------------------------ |
| 5 km             | 2A     | Liisa Maekelae                                                          | —                                                        | —                                                      |
| 5 km             | 5      | Brit Mjaasund Oejen                                                     | —                                                        | —                                                      |
| 5 km             | 5A     | Desiree Johansson                                                       | Kari Heggum                                              | Matleena Talonen                                       |
| 5 km             | 5B     | Birgitta Sund                                                           | Aud Berntsen                                             | Marianne Edfeldt                                       |
| 10 km            | 2A     | Liisa Maekelae                                                          | —                                                        | —                                                      |
| 10 km            | 3A     | Alli Hatva                                                              | Dorothea Neuweiler                                       | Railli Rantala                                         |
| 10 km            | 5      | Brit Mjaasund Oejen                                                     | —                                                        | —                                                      |
| 10 km            | 5A     | Desiree Johansson                                                       | Kari Heggum                                              | Matleena Talonen                                       |
| 10 km            | 5B     | Birgitta Sund                                                           | Aud Berntsen                                             | Marianne Edfeldt                                       |
| 4 × 5 km Staffel | 5A-5B  | SchwedenMarianne Edfeldt Desiree Johansson Astrid Nilsson Birgitta Sund | NorwegenAud Berntsen Aud Grundvik Kari Heggum Aud Jensen | KanadaMary Brunner Dawn Coyle Janet Schuster Judy Shaw |

## Männer
| Disziplin         | Klasse | Gold                                                                       | Silber                                                                        | Bronze                                                              |
| ----------------- | ------ | -------------------------------------------------------------------------- | ----------------------------------------------------------------------------- | ------------------------------------------------------------------- |
| 5 km              | 1A     | Pertti Sankilampi                                                          | Samuli Kaemi                                                                  | Otto Malkki                                                         |
| 5 km              | 2A     | Veikko Jantunen                                                            | Gerard Vandel                                                                 | Bertil Lundmark                                                     |
| 5 km              | 2B     | Ensio Kinnunen                                                             | Franz Sliwinski                                                               | —                                                                   |
| 5 km              | 3A     | Jouko Grip                                                                 | Erkki Seppaenen                                                               | Rune Karlsson Heikki Miettinen                                      |
| 5 km              | 3B     | Kari Laakkonen                                                             | Reino Vesander                                                                | Adolf Fritsche                                                      |
| 5 km              | 5      | Erik Sandbraaten                                                           | —                                                                             | —                                                                   |
| 10 km             | 1A     | Pertti Sankilampi                                                          | Samuli Kaemi                                                                  | Tauno Seppaenen                                                     |
| 10 km             | 2A     | Veikko Jantunen                                                            | Erkki Kukkanen                                                                | Bertil Lundmark                                                     |
| 10 km             | 2B     | Ensio Kinnunen                                                             | Franz Sliwinski                                                               | —                                                                   |
| 10 km             | 3A     | Jouko Grip                                                                 | Heikki Miettinen                                                              | Erkki Seppaenen                                                     |
| 10 km             | 3B     | Cato Zahl Pedersen                                                         | Kari Laakkonen                                                                | Reino Vesander                                                      |
| 10 km             | 5A     | Morten Langeroed                                                           | Terje Loevaas                                                                 | Torbjoern Foss                                                      |
| 10 km             | 5B     | Geir Vegard Alien                                                          | George Witthof                                                                | Hans Anton Aalien                                                   |
| 20 km             | 5A     | Terje Loevaas                                                              | Morten Langeroed                                                              | Torbjoern Foss                                                      |
| 20 km             | 5B     | Hans Anton Aalien                                                          | George Witthof                                                                | Geir Vegard Alien                                                   |
| 4 × 5 km Staffel  | 1A-2A  | FinnlandVeikko Jantunen Samuli Kaemi Erkki Kukkanen Pertti Sankilampi      | BR DeutschlandHermann Heckel Helmut Kaidisch Alfred Kauffmann Siegfried Loose | Schweiz                                                             |
| 4 × 5 km Staffel  | 3A-3B  | FinnlandKari Laakkonen Jouko Grip Heikki Miettinen Erkki Seppänen          | ÖsterreichBruno Geuze Franz Perner Horst Morokutti Josef Scheiber             | BR DeutschlandOtto Faller Adolf Fritsche Walter Klenk Ludwig Wagner |
| 4 × 10 km Staffel | 5A-5B  | NorwegenHans Anton Aalien Geir Vegard Alien Morten Langeroed Terje Loevaas | SchwedenYngve Eriksson Ove Karlsson Sven-Ivar Martin George Witthof           | FinnlandIsmo Alanko Mauno Sulisalo Teuvo Talmia Matti Juntunen      |